# Ricardo Bonelli
Ricardo Bonelli (ur. 28 października 1932 w Lanús, zm. 25 lipca 2009 w Tampico) – piłkarz argentyński, napastnik.
Będąc piłkarzem klubu CA Independiente Bonelli w 1953 roku wziął udział w słynnym meczu na Estadio Santiago Bernabéu, w którym klub z Argentyny rozgromił Real Madryt 6:0.
Jako piłkarz klubu Independiente wziął udział w turnieju Copa América 1955, gdzie Argentyna zdobyła tytuł mistrza Ameryki Południowej. Bonelli zagrał w trzech meczach - z Paragwajem (w 68 minucie zastąpił go José Borrello), Ekwadorem (zdobył bramkę, a w 65 minucie zastąpił go José Borrello) i Peru (w 80 minucie zmienił go José Borrello).
Nadal jako gracz klubu Independiente wziął udział w turnieju Copa América 1956, gdzie Argentyna została wicemistrzem Ameryki Południowej. Bonelli zagrał w trzech meczach - z Peru (w 78 minucie zastąpił go Francisco Lojacono), Chile (tylko w drugiej połowie - w przerwie meczu zastąpił Francisco Lojacono) i Paragwajem.
W Independiente występował obok takich graczy jak Rodolfo Micheli, Carlos Cecconato, Ernesto Grillo czy Osvaldo Cruz.
Bonelli zaliczany jest do grona najwybitniejszych napastników w dziejach klubu Independiente, w którym rozegrał 134 mecze i zdobył 53 bramki.